# General Dynamics F-16XL
Le General Dynamics F-16XL est un avion de combat multirôle américain dérivé du General Dynamics F-16 Fighting Falcon, équipé d'ailes delta brisées (ou ailes en double delta). Il est entré en compétition dans l'appel d'offres Enhanced Tactical Fighter (en) (ETF) de l'United States Air Force (USAF), mais a perdu face au McDonnell Douglas F-15E Strike Eagle. Plusieurs années après avoir été remisés, les prototypes ont été confiés à la NASA pour la recherche aéronautique.

## Développement

### SCAMP
En 1977, le projet F-16XL a démarré sous l'appellation  F-16 SCAMP (Supersonic Cruise and Maneuver Prototype) à General Dynamics Fort Worth sous la direction de Harry Hillaker (père du F-16). Le but du programme était à l'origine d'être un projet rapide pour démontrer l'applicabilité des technologies du transport supersonique aux avions militaires.
La grande aile générait beaucoup de portance et les limitations aérodynamiques typiques des ailes delta ont été surmontées par la stabilité statique du F-16. Le système électronique de contrôle de vol du F-16 a été ajusté pour permettre le contrôle à des angles d'attaque élevés. L'aile était également un grand réservoir d'essence qui augmentait considérablement le rayon d'action. L'étude s'est déroulée pendant deux ans. 